# Villards-d'Héria
Villards-d'Héria é uma comuna francesa na região administrativa de Borgonha-Franco-Condado, no departamento de Jura. Estende-se por uma área de 9,91 km². Em 2010 a comuna tinha 399 habitantes (densidade: 40,3 hab./km²).